# Lovas Antal (építőmérnök)
Lovas Antal (Hajdúböszörmény, 1946. október 31. – Budapest, 2019. február 8.) Apáczai Csere János-díjas magyar építőmérnök, egyetemi tanár.

## Életútja
1971-ben a Budapesti Műszaki Egyetem Építőmérnöki Karán szerkezet-építőmérnöki szakon szerzett diplomát.
1971 és 2000 között a Tartószerkezetek Mechanikája Tanszékén dolgozott, majd 2013-as nyugdíjazásáig a Hidak és Szerkezetek Tanszék egyetemi docense volt. 2001 és 2004 között a BME stratégiai igazgatójaként, 1997 és 2005 között oktatási és oktatásfinanszírozási dékánhelyettesként, 2005 és 2013 között dékánként, 2013-tól a dékán tanácsadójaként tevékenykedett.
Számos ösztöndíjas külföldi tanulmányúton vett részt: 1980–81-ben a finn Helsinki University of Technology-n, 1987-ben egy hónapot töltött a University of Wisconsin-on, 1995-ben három hónapig volt a Wessex Institute of Technology-n.
Fő kutatási területe az élő és élettelen szerkezetek modellezése volt.

## Díjai
- Pro Juventute Universitatis díj (2001)
- Apáczai Csere János-díj (2004)
- József Nádor-emlékérem (2005)